# 戴休颜
戴休颜（733年—791年4月9日），字休颜，夏州人。家世尚武，志向不群。在军伍以胆略称。大历年间，为郭子仪部大将，奉谕平党项羌，安河曲。试太常卿，封济阴郡公，进封咸宁郡王，兼朔方节度副使。在邠州建城功第一，以战功累迁官。时崔宁任兼灵州大都督、单于镇北大都护、朔方节度等使，兼鄜坊丹延都团练观察使，宰相杨炎与崔宁有隙，署戴休颜为盐州刺史，也署置其他一些官员，命他们寻崔宁过失。
奉天之难时，建中四年（783年）十一月，戴休颜与灵武留后杜希全、夏州刺史时常春会合渭北节度使李建徽合兵万人入援奉天，等候朝廷指示其入城路线。宰相关播和京畿、渭南、北、金商节度使浑瑊建议让援军越过唐高宗乾陵，占有更好的战略位置。另一宰相卢杞却说这会惊动陵寝，建议走漠谷，尽管浑瑊反对称这将使援军暴露在秦军的大弩进攻下。德宗同意卢杞的意见，随后，援军遭叛军登高以大弩、巨石伏击，损伤惨重，奉天出兵接应也被叛军打败，援军不曾赶到奉天就被迫退保邠州。
后来戴休颜率所部蕃汉三千人倍道而行，号泣赴难于行在。唐德宗嘉奖他，赐实封二百户。与浑瑊、杜希全、邠宁兵马使韩游瑰等护驾有功。兴元元年（784年）三月，朔方节度使李怀光叛，车驾幸梁州、洋州，戴休颜留守奉天。李怀光据咸阳，派使者诱戴休颜来降；戴休颜集三军，当众宣布李怀光已反，斩李怀光使者，婴城自守，并派守城者骑马上表。韩游瑰屯邠宁，戴休颜屯奉天，骆元光屯昭应，尚可孤屯蓝田，皆受河中、同绛节度使李晟节度；浑瑊与韩游瑰、戴休颜分典京西要路，掎角进攻，李晟军声大振。李怀光大骇，遂从泾阳夜遁。四月，戴休颜以奉天行营兵马使拜检校工部尚书、奉天行营节度使。李晟奏请授戴休颜鄜坊节度使，德宗从之。五月，吐蕃受叛首朱泚贿赂而撤军，考功郎中陆贽却认为吐蕃贪得无厌，其撤军反而可贺，由浑瑊统戴休颜、韩游瑰乘其西北，李晟率骆元光、尚可孤攻其东南，即可平叛。李晟收复京师，戴休颜、韩游瑰与浑瑊合兵克咸阳，戴休颜与浑瑊破朱泚偏师，斩首三千级，戴休颜追叛军至中渭桥。诸军进屯延秋门。李晟清宫阙后，戴休颜与浑瑊等率兵赴岐阳邀击朱泚余众。六月，以收复京城之功，加检校尚书右仆射，加封至六百户。七月，车驾回京，浑瑊、韩游瑰、戴休颜以其众护驾，李晟、骆元光、尚可孤率众奉迎，步骑十余万，旌旗数十里。论功行赏时，特赐女乐、甲第以褒其功伐。德宗到宫后，每有闲日，就宴请勋臣，赏赐丰厚，勋臣以李晟为首，浑瑊次之，诸将相又次之。戴休颜与骆元光、尚可孤、韩游瑰都因功，一子被任为七品正员官。八月，拜戴休颜左龙武军统军。贞元七年（791年）三月卒于任上，年五十九，废朝一日，赠财物治丧，赠扬州大都督。
弟戴休璿，历任开府仪同三司，封东阳郡王；戴休晏，历任辅国大将军，封彭城郡公。都以将略闻名。